# Flip 7
Flip 7 ist ein einfaches Kartenspiel des Spieleautoren Eric Olsen, das 2024 bei dem amerikanischen Spieleverlag The Op Games erschienen ist. In der Folge erschien es in mehreren Übersetzungen, eine deutschsprachige Version wurde 2025 bei Kosmos Spiele veröffentlicht. Das Spiel selbst ist ein Glücksspiel nach dem Prinzip bekannter Kartenspiele wie Siebzehn und Vier oder Black Jack, bei denen die Spieler nach und nach Karten aufdecken, um eine möglichst hohe Punktzahl zu erreichen, ohne dass ein Kartenwert doppelt erscheint und die Serie beendet.
Flip 7 wurde 2025 neben Bomb Busters und Krakel Orakel für den Kritikerpreis Spiel des Jahres nominiert.

## Thema und Ausstattung
Bei Flip 7 versuchen die Mitspieler, durch das Aufdecken von Zahlenkarten eine möglichst hohe Punktzahl zu erreichen, dürfen dabei jedoch nicht die gleiche Zahl zweimal umdrehen. Es handelt sich dabei um ein Glücksspiel im Stil bekannter Kartenspiele wie Siebzehn und Vier oder Black Jack, bei dem die Spieler entscheiden können, ob sie ihr Glück durch das Aufdecken weiterer Karten herausfordern („Push Your Luck“) oder mit den bereits erreichten Punkten zufrieden sind.
Das Spielmaterial besteht neben einer Spielanleitung aus insgesamt 94 Karten. Dabei handelt es sich um 89 Zahlenkarten der Werte 1 bis 12 sowie einer 0, neun Aktionskarten und sechs Bonuskarten mit Extrapunkten. Die Zahlenkarten sind jeweils in einer Anzahl entsprechend ihres Zahlenwertes vorhanden, also von einer einzelnen 1 bis zu zwölf 12er-Karten.

## Spielweise
Zu Beginn des Spiels werden alle Karten gemischt und ein Kartengeber bestimmt. Dieser deckt nun nacheinander vor allen Mitspielern jeweils eine Karte auf, wobei es sich um eine Zahl-, eine Bonus- oder eine Spezialkarte handeln kann. Im letzteren Fall wird der Effekt der Spezialkarte durchgeführt, andernfalls geht es weiter reihum. Nachdem jeder Spieler eine Karte vor sich liegen hat, folgen weitere Runden, in denen der jeweilige Spieler jeweils entscheiden kann, ob er eine weitere Karte nimmt oder passt und aus der Runde ausscheidet. Sollte vor einem Spieler eine Zahlenkarte zum zweiten Mal aufgedeckt werden, scheidet dieser ohne Punkte aus der Runde aus.
Neben den Zahlenkarten gibt es im Spiel Bonuskarten, die den Spielern jeweils einen Bonus bei der Punktevergabe geben, sowie drei Arten von Spezialkarten:
| Karte         | Aktion |
| ------------- | --- |
| Second Chance | Die Karte bleibt vor dem Mitspieler liegen, bis er eine doppelte Zahlenkarten bekommt. Dann wird sie gemeinsam mit der doppelten Karte abgelegt, ohne dass der der Spieler ausscheiden muss.                                                                       |
| Flip Three    | Ein beliebiger Mitspieler bekommt nacheinander drei letzte Karten aufgedeckt. Wird dabei eine doppelte Zahlenkarte aufgedeckt, scheidet er aus. Wird eine Sonderkarte aufgedeckt, wird diese nach der dritten Karte ausgeführt, auch wenn der Spieler ausscheidet. |
| Freeze        | Ein beliebiger Mitspieler muss die Runde beenden und bekommt am Ende seiner bis zu dem Zeitpunkt erspielten Punkte angerechnet. |

Eine Runde endet, wenn alle Spieler entweder gepasst haben oder ausgeschieden sind. Zudem endet die Runde sofort, wenn ein Mitspieler insgesamt sieben verschiedene Zahlenkarten vor sich liegen hat („Flip 7“); dieser Spieler bekommt zusätzlich 15 Sonderpunkte. Alle Spieler, die ihre Runde freiwillig beendet haben, zählen ihre Punkte zusammen und addieren danach potenziell vorhandene Bonuskarten. Die Bonuskarten „x2“ wird dabei vor den Summenboni abgehandelt. Die nächste Runde wird mit den noch nicht verteilten Karten begonnen und erst wenn diese aufgebraucht sind, werden die Karten der letzten Runde gemischt und eingesetzt.
Das Spiel läuft über mehrere Runden, bis mindestens ein Spieler nach der Wertung 200 Punkte hat. Der Spieler mit den meisten Punkten gewinnt.

## Entwicklung und Rezeption
Das Spiel Flip 7 wurde von Eric Olsen entwickelt und 2024 bei dem amerikanischen Verlag The Op Games auf Englisch veröffentlicht. 2025 erschienen Ausgaben des Spiels auf Italienisch, Französisch, Niederländisch und Deutsch. Die deutschsprachige Version wird dabei von Kosmos Spiele vertrieben.
Das Spiel wurde auf mehreren Plattformen positiv bewertet, teilweise aber auch kritisiert. Harald Schrapers etwa schrieb: „Flip7 ist ein Spiel, an dem man sehr viel kritisieren kann, selbst bei Äußerlichkeiten. Die Schachtel ist zu groß, die Karten können darin hin und her rutschen, was für die eh schlechte Kartenqualität gar nicht gut ist. Die Grafik der Kartenvorderseiten ist funktional, die Rückseiten sehen total billig aus.“ Er schreibt sogar, Flip 7 sei „ungerecht und unausgewogen“ und „objektiv […] kein gutes Spiel“. Gleichzeitig schreibt er jedoch auch, „subjektiv mach[e] es aber allen, die am Tisch sitzen, Spaß, insbesondere in großen Gruppen“. Udo Bartsch bezeichnet das Spiel in seinem Blog „Rezensionen für Millionen“ als „reizvoll“. Seiner Meinung nach sei es „clever ausgedacht“, „dass die wertvollsten Karten zugleich die häufigsten und damit auch die riskantesten Karten sind“ und „die wenigen Sonderkarten [seien] abgestimmt.“ Wie Schrapers spricht aber auch er das Problem an, dass „Abgeschlagene“ kaum eine Chance haben, die Führenden aufzuholen. Bei seinen „regelmäßigen Spielerunden komm[e] Flip 7 nicht besonders gut an und wird bestenfalls als lau empfunden,“ in seinen „gemischt zusammengesetzten öffentlichen Runden [sei] Flip 7 dagegen oft stärker, spaßiger und viel emotionaler, als man es von diesem bisschen Spiel erwartet hätte.“
Im Mai 2025 wurde Flip 7 gemeinsam mit den Spielen Bomb Busters und Krakel Orakel für das Spiel des Jahres nominiert. Die Jury begründet ihre Einschätzung wie folgt:

„Mit einfachen Mitteln weckt „Flip 7“ Gier, Schadenfreude und kribbelnde Spannung. Wir fiebern jeder neuen Karte entgegen. Die Sonderkarten bringen genau die richtige Dosis Interaktion und Unwägbarkeit ins Spiel. „Flip 7“ ist mehr als ein Abschätzen von Wahrscheinlichkeiten. Es lebt von der Stimmung am Tisch.“

## Belege
1. 1 2 3 4 5 6  Spielanleitung Krakel Orakel, frechverlag 2024
2. ↑  Flip 7, Versionen bei BoardGameGeek. Abgerufen am 5. Juni 2025.
3. ↑  Harald Schrapers: Flip 7, Rezension auf „games we play“; abgerufen am 5. Juni 2025.
4. ↑  Udo Bartsch: Flip 7, Rezension auf „Rezensionen für Millionen“, 21. Mai 2025; abgerufen am 5. Juni 2025.
5. 1 2  Flip 7 auf der Website des Spiel des Jahres e.V.; abgerufen am 5. Juni 2025.